# Chess Records
La Chess Records è stata una casa discografica nata nel 1950 a Chicago, Illinois.

## Storia
La città di Chicago era diventata un punto di riferimento per la musica nera, a causa della forte immigrazione di afroamericani provenienti dal Sud degli Stati Uniti che abitavano la periferia della città; i due fratelli Leonard e Phil Chess (all'anagrafe Lejzor e Fiszel Czyż, emigrati dalla Polonia nel 1928) decisero di acquisire nel 1947 le quote della Aristocrat Records, diventandone proprietari, cambiandone la denominazione e dedicandosi a questo genere musicale.
Era specializzata in musica blues, rock and roll e rhythm and blues, e ha visto incidere alcuni tra i più grandi artisti del ventesimo secolo, come Bo Diddley, Little Walter, Howlin' Wolf, Muddy Waters, Etta James e Chuck Berry, che il 21 maggio del '55 incise il suo primo successo, Maybellene, che raggiunse la posizione numero cinque della Billboard rock charts e la numero uno della classifica R&B. Secondo molti è la prima canzone rock and roll della storia, e la prima canzone rock and roll ad avere un testo poetico.
Nel 1952 i produttori lanciarono un'etichetta alternativa, la Checker Records, per la radio. Nel 1956 venne fondata sempre da loro un'altra etichetta (jazz), la Marterry, che cambiò subito nome in Argo Records. Essa però venne poi rinominata in Cadet Records per evitare confusione con un'antica etichetta inglese di nome Argo.
La storia di Leonard Chess e della Chess Records è stata raccontata nel film del 2008 Cadillac Records.

## I dischi pubblicati

### 33 giri - Serie LP-14xx[4]
| Numero di catalogo | Anno          | Interprete                                | Titoli                    |
| ------------------ | ------------- | ----------------------------------------- | ------------------------- |
| LP-1425            | Dicembre 1956 | Chuck Berry, The Moonglows, The Flamingos | Rock, Rock, Rock          |
| LP-1426            | 1957          | Chuck Berry                               | After School Session      |
| LP-1427            | 1957          | Muddy Waters                              | The Best of Muddy Waters  |
| LP-1428            | 1957          | Little Walter                             | The Best of Little Walter |
| LP-1429            | 1958          | Dale Hawkins                              | Oh! Suzy-Q                |
| LP-1430            | 1958          | The Moonglows                             | Look! It's the Moonglows  |
| LP-1432            | 1958          | Chuck Berry                               | One Dozen Berrys          |

### 78 giri
| Numero di catalogo | Anno        | Interprete                                     | Titoli                                            |
| ------------------ | ----------- | ---------------------------------------------- | ------------------------------------------------- |
| 1425               | 1950        | Gene Ammons And His Sextet                     | My Foolish Heart/Bless Yous                       |
| 1426               | 1950        | Muddy Waters                                   | Rollin' Stone/Walking Blues                       |
| 1427               | 1950        | Jimmy Bell                                     | Me and My Baby/If You Believe in Me               |
| 1428               | 1950        | Christine Chatman e Gene Ammons And His Sextet | Do You Really Mean It/Good Bye                    |
| 1429               | Giugno 1950 | Gene Ammons And His Sextet                     | Chabootie/Full Moon                               |
| 1430               | Giugno 1950 | Andrew Tibbs                                   | You Can't Win/Achin' Heart                        |
| 1434               | 1950        | Muddy Waters                                   | You're Gonna Need My Help I Said/Sad Letter Blues |